# Bilur
Le bilur (ou birar) est une des langues de Nouvelle-Irlande, parlée par 2 300 locuteurs (2000) dans la province de Nouvelle-Bretagne orientale, dans la péninsule de Gazelle, au sud-est du cap Gazelle, dans neuf villages.